# Філіп Ягєлло
Філіп Ягєлло (пол. Filip Jagiełło, нар. 8 серпня 1997, Любін, Польща) — польський футболіст, центральний півзахисник клубу «Лех» (Познань).

## Ігрова кар'єра

### Клубна
Філіп Ягєлло народився у місті Любін і є вихованцем місцевого клубу «Заглемб'є». 15 грудня 2013 року футболіст зіграв свою першу гру в основі команди у чемпіонаті країни. В команді Ягєлло грав до 2019 року. В січні 2019 року футболіст підписав контракт на 4,5 роки з італійською «Дженоа» і до кінця сезону залишився в «Заглембє» на правах оренди.
Влітку 2019 року футболіст приєднався до «Дженоа» і в жовтні того року дебютував у матчах Серії А. Починаючи з осені 2020 року Ягєлло два сезони провів в оренді у клубі Серії В «Брешія». Перед сезоном 2022/23 півзахисник повернувся до «Дженоа», який на той момент вилетів до Серії В і допоміг своїй команді з першого сезону повернутися до елітного дивізіону.

### Збірна
З 2010 року Філіп Ягєлло виступав за юнацькі збірні Польщі всіх вікових категорій. Також провів 9 матчів у складі молодіжної збірної Польщі.

## Досягнення
- Чемпіон Польщі (1):

«Лех»: 2024-25